# Zdravila v zobozdravstvu
Zdravila v zobozdravstvu - ATC koda  A01 je podskupina zdravil v Anatomsko-terapevtskem-kemičnem klasifikacijskem sistemu. To je sistem alfanumeričnih kod, ki jih je razvila organizacija WHO z namenom klasifikacije zdravil in drugih medicinskih produktov. Podskupina A01 je del anatomske skupine A Zdravila za bolezni prebavil in presnove.

Kode za veterinarsko uporabo (ATCvet kode) nastanejo z umestitvijo črke Q pred ATC kodo človeka: na primer, QA01. 
Nacionalne zadeve ATC klasifikacije lahko vključujejo dodatne kode, ki niso prisotne v tem seznamu.

## A01AA	Zdravila za zaščito pred zobnim kariesom
- A01AA01	Natrijev fluorid
- A01AA02	Natrijev monofluorofosfat
- A01AA03	Olaflur
- A01AA04	Kositrov(II) fluorid
- A01AA30	Kombinacije
- A01AA51	Natrijev fluorid, kombinacije

## A01AB	Protimikrobne učinkovine in antiseptiki za lokalno oralno zdravljenje
- A01AB02	Vodikov peroksid
- A01AB03	Klorheksidin
- A01AB04	Amfotericin b
- A01AB05	Polinoksilin
- A01AB06	Domifen
- A01AB07	Oksikinolin
- A01AB08	Neomicin
- A01AB09	Mikonazol
- A01AB10	Natamicin
- A01AB11	Razne učinkovine
- A01AB12	Heksetidin
- A01AB13	Tetraciklin
- A01AB14	Benzoksonijev klorid
- A01AB15	Tibezonijev jodid
- A01AB16	Mepartricin
- A01AB17	Metronidazol
- A01AB18	Klotrimazol
- A01AB19	Natrijev perborat
- A01AB21	Klortetraciklin
- A01AB22	Doksiciklin
- A01AB23	Minociklin

## A01AC	Kortikosteroidi za lokalno oralno zdravljenje
- A01AC01	Triamcinolon
- A01AC02	Deksametazon
- A01AC03	Hidrokortizon
- A01AC54	Prednizolon, kombinacije

## A01AD	Druga zdravila za lokalno oralno zdravljenje
- A01AD01	Adrenalin
- A01AD02	Benzidamin
- A01AD05	Acetilsalicilna kislina
- A01AD06	Adrenalon
- A01AD07	Amleksanoks
- A01AD08	Bekaplermin
- A01AD11	Razne učinkovine

1. ↑  »ATC/DDD Index 2016: code A01«. WHO Collaborating Centre for Drug Statistics Methodology.
2. ↑  »ATCvet Index 2016: code QA01«. WHO Collaborating Centre for Drug Statistics Methodology.